# Aurel Babeș
Aurel (A.) Babeș (Bukurešt, 11. prosinca 1886. – Bukurešt, 7. kolovoza 1962.) bio je rumunjski znanstvenik i liječnik, jedan od otkrivača testa za otkrivanje raka grlića maternice. Bio je nećak Victora Babeșa, koautora (s Cornilom) prvog bakteriološkog ugovora.
Aurel Babeș rođen je 1886. godine, u Rumunjskoj. Njegov otac bio je profesor kemije. Aurel Babeș oženio se za ginekologinju Luciju Serbanescu 1930. godine. Usvojili su kćer, koja je postala priznata operna pjevačica. 
Iako je Georgios Papanikolaou uglavnom zaslužan za izum papa testa protiv raka grlića maternice, pomoću citologije grlića maternice, O'Dowd i Philipp vjeruju da je Babeș bio prvi pionir u citološkoj dijagnozi raka grlića maternice. Otkrio je da ako se platinasta petlja koristi za prikupljanje stanica iz cerviksa žene, a zatim se stanice osuše na talogu i oboje, može se utvrditi jesu li prisutne stanice raka. Ovo je bio prvi dijagnostički test, koji je detektirao rak grlića maternice. Babeș je svoja otkrića predstavio Rumunjskom društvu ginekologije u Bukureštu 23. siječnja 1927. Njegova metoda dijagnoze raka objavljena je u francuskom medicinskom časopisu »Presse Médicale« 11. travnja 1928., ali malo je vjerojatno da je Papanicolaou bio svjestan toga. Štoviše, dvije tehnike se prema svom dizajnu razlikuju prema Diamantisu i sur. Iako je Babeș prethodio Papanicolaouu, otkriće papa testa pripada Papanicolaouu. Ovaj proboj u dijagnozi raka grlića maternice spasio je živote više od 6 milijuna žena.
Kaže se, da je Aurel Babeș bio svjestan velikoga međunarodnog ugleda koji je Georgios Papanikolaou stekao za razliku od njega. U duhu prepoznavanja i korektnosti, Rumunjska je cervikalno testiranje nazvala kao "Metodu Babeș-Papanicolaou" u čast Babeșa.